# Stanisław Poręba (rusycysta)
Stanisław Poręba (ur. 24 czerwca 1930 w Tarnowie, zm. 12 stycznia 2012 w Sosnowcu), mąż Gabrieli z d. Olak – polski filolog, rusycysta, historyk literatury rosyjskiej XX wieku. Absolwent Katedry Filologii Rosyjskiej Uniwersytetu Jagiellońskiego (1955). Jeden z twórców studiów rusycystycznych na Uniwersytecie Śląskim, gdzie pełnił funkcje prodziekana Wydziału Filologicznego (1982–1984), dyrektora Instytutu Filologii Rosyjskiej (1984–1990). Emerytowany profesor Uniwersytetu Śląskiego i Wyższej Szkoły Zarządzania Marketingowego i Języków Obcych w Katowicach. Współautor pierwszego polskiego podręcznika akademickiego do historii literatury rosyjskiej całego okresu sowieckiego (wraz z żoną Gabrielą Porębiną).

## Upamiętnienie
- Od symbolizmu do postmodernizmu. Szkice o literaturze rosyjskiej. Księga pamiątkowa ofiarowana profesorowi Stanisławowi Porębie z okazji jubileuszu. Piotr Fast (red.), Barbara Stempczyńska (red.). Katowice: Wydawnictwo Uniwersytetu Śląskiego, 1999. Brak numerów stron w książce

## Publikacje
Spis publikacji za lata 1964–1996 zamieszczony jest w książce Od symbolizmu do postmodernizmu. Szkice o literaturze rosyjskiej. Księga pamiątkowa ofiarowana profesorowi Stanisławowi Porębie z okazji jubileuszu. Piotr Fast (red.), Barbara Stempczyńska (red.). Katowice: Wydawnictwo Uniwersytetu Śląskiego, 1999, s. 9–13.

### Książki
- Skrypt do nauki języka rosyjskiego dla studentów uczelni medycznych (1967).
- Twórczość Lidii Sejfulliny lat dwudziestych (1974).
- Rosyjska powieść radziecka w latach 1953–1956 (1977).
- Drogi rozwoju porewolucyjnej prozy rosyjskiej. Kierunki i prądy literackie (1981).
- Pieriestrojka literacka w ZSRR. Próba rekonesansu (1991)
- Aleksander Sołżenicyn (1992).
- Historia literatury rosyjskiej. 1917–1991 (1994; 1996).

### Redakcja książek
- Zagadnienie prądów i kierunków w literaturze rosyjskiej (1980)
- Literatura rosyjska wobec tradycji kulturowych (1982)
- Postać w literaturze rosyjskiej XX wieku (analizy i przekroje) (1983)
- Powieść rosyjska XIX i XX wieku (1984)
- Z zagadnień realizmu rosyjskiego (1986)

## Źródła i linki zewnętrzne
- Prof. dr hab. Stanisław Poręba, [w:] baza „Ludzie nauki” portalu Nauka Polska (OPI PIB) [dostęp 2012-01-19].
- Nekrolog prof. zw. dr. hab. Stanisława Poręby. www.us.edu.pl. [dostęp 2012-01-19]. (pol.).
- Małgorzata Toczkowska, Poręba Stanisław, w: Pisarze i badacze literatury w Zagłębiu Dąbrowskim. Słownik biobibliograficzny, tom 3 (pod redakcją Pawła Majerskiego), Sosnowiec 2006, s. 134–137